# Tűzkő (üledéktípus)
A tűzkő olyan üledékes genetikájú kőzettípus, amelyben a fő alkotó ásvány a szilícium-dioxid (SiO2), a kőzet szövete mikrokristályos, vagy kriptokristályos. Két jellegzetes képviselője a radiolarit és a kovakő, amelyek mind a keletkezési körülményeikben, mind a kőzet szerkezetében különböznek. De ide tartozik a jáspis, az opálfélék, kalcedon, achát, ónix, gejzirit, mozarktit is.

## Keletkezése
A tűzkövek jellemzően biogén eredetűek, de előfordul szervetlen keletkezése is. Az utóbbira mindig ioncserélődéskor kerül sor, ezért lesz a végső soron szilikáttá alakuló kőzet, vagy ásvány korlátozottan kristályos. Általában minden kőzet és ásvány ide tartozik, amelyik mikrokristályos, kriptokristályos, mikroszálas szerkezetű szilikát, kivéve a kvarcitot, mert az szimplán törmelékes üledék, és szemcséinek kis mérete nem a mikrokristályosságból fakad.
A tűzkő általában kovasavak kőzetté vagy ásvánnyá váló biogén üledékéből áll. A hadális óceáni övben keletkezik planktonikus szervezetekből, a kovamoszatok, a szilikátos vázú ostoros moszatok és sugárállatkák vázmaradványaiból. A karbonáthatár alatt a mészvázú szervezetek maradványai már visszaoldódnak a leülepedés előtt, így mészkő nem képződhet, csak a szilikátos házmaradványok dúsulhatnak fel. Ebből következően a tűzkövek biogén képviselői kizárólag 4000–5000 méter mélység alatt keletkezhettek, függően a karbonáthatár aktuális mélységétől, azaz a tengervíz hőmérsékletétől és szén-dioxid-tartalmától. 
A prekambriumi tűzkövek fosszilis cianobaktériumok jelenlétéről nevezetesek. A mikrofosszíliák mellett a tűzkövek ritkán tartalmaznak makrofosszillákat is, de leggyakrabban nincsenek benne kövületek. A karbonáthatár felett a lényegesen nagyobb mennyiségű biomasszát képviselő mészvázúak maradványaiból lerakódó mészkőbe keveredik a kevés szilikátos maradvány, így nem lesz kőzetalkotó.
A tűzkövek sok formában települhetnek, a keletkezési körülményektől függően. A mélytengeri tűzkőrétegek vastag rétegeket képezhetnek, ilyenkor összefüggőek és nagy tömegűek, gyakran sávos vasérc kíséri. Gyakori kísérő még a kovaföld (diatomit), aminek szemcséiben még felismerhetők az eredeti vázrészek, illetve a kőzetté válás során a nagy nyomás egységes tűzkőréteggé préselheti a kovafölddel együtt. Ugyanezen fáciesben lehet vékony rétegződés is, ha a tengerfenék a karbonáthatár közelében volt, és gyakran változtak a körülmények. Karbonátos kőzetekben gumós megjelenésű, és mindig utólagos ioncsere, többnyire hidrotermális tevékenység miatt alakulnak ki, ahol a meleg vízből származó szilícium cseréli ki a karbonátok kalciumatomjait.

## Felhasználása
A tűzkövek keményebb típusai, amelyeknek törésfelülete üveges, az őskorban jelentős szerepet játszottak. Eszközkészítésre kiválóan alkalmasak. Magyarországon a sümegi Mogyorósdombon található egy olyan jelentős őskori radiolaritbánya, aminek termékei Európa távoli részein is megtalálhatók.